# Jezioro Proboszczowe
Jezioro Proboszczowe (inaczej Proboszczowskie) – jezioro rynnowe w woj. wielkopolskim, w powiecie międzychodzkim, w gminie Międzychód, w obrębie wsi Wielowieś oraz niedaleko Dzięcielina, leżące na terenie Pojezierza Poznańskiego.

## Dane morfometryczne
Powierzchnia zwierciadła wody według różnych źródeł wynosi od 11,40 ha do 17,13 ha.

## Hydronimia
Według urzędowego spisu opracowanego przez Komisję Nazw Miejscowości i Obiektów Fizjograficznych (KNMiOF) nazwa tego jeziora to Proboszczowe. W różnych publikacjach i na mapach topograficznych jezioro to występuje pod nazwą Proboszczowskie.